# Atletism la Jocurile Olimpice de vară din 2024 - 200 m (masculin)
Proba de atletism 200 de metri masculin de la Jocurile Olimpice de vară din 2024 a avut loc în perioada 5-8 august 2024 pe Stade de France.

## Recorduri
Înaintea acestei competiții, recordurile mondiale și olimpice erau următoarele:
| Record  | Atlet            | Timp  | Loc              | Data           |
| ------- | ---------------- | ----- | ---------------- | -------------- |
| Mondial | Usain Bolt (JAM) | 19,19 | Berlin, Germania | 20 august 2009 |
| Olimpic | Usain Bolt (JAM) | 19,30 | Beijing, China   | 20 august 2008 |

## Program
Orele sunt ora Franței (UTC+1) 
| Data                    | Oră   | Etapă        |
| ----------------------- | ----- | ------------ |
| Luni, 5 august 2024     | 19:55 | Etapa 1      |
| Marți, 6 august 2024    | 12:30 | Recalificări |
| Miercuri, 7 august 2024 | 20:02 | Semifinale   |
| Joi, 8 august 2024      | 20:30 | Finala       |

## Rezultate

### Etapa 1
S-au calificat în semifinale primii trei atleți din fiecare serie (C). Toți ceilalți au avansat în runda de recalificări.

#### Seria 1
| Loc | Culoar | Atlet             | Țară             | Timp  | Note |
| --- | ------ | ----------------- | ---------------- | ----- | ---- |
| 1   | 4      | Joseph Fahnbulleh | Liberia          | 20,20 | C    |
| 2   | 9      | Fausto Desalu     | Italia           | 20,26 | C    |
| 3   | 3      | Wayde van Niekerk | Africa de Sud    | 20,42 | C    |
| 4   | 7      | Ryan Zeze         | Franța           | 20,49 |      |
| 5   | 8      | Felix Svensson    | Elveția          | 20,54 |      |
| 6   | 2      | Cheickna Traore   | Coasta de Fildeș | 20,54 |      |
| 7   | 5      | Calab Law         | Australia        | 20,75 |      |
| 8   | 6      | Albert Komański   | Polonia          | 20,77 |      |

#### Seria 2
| Loc | Culoar | Atlet            | Țară                 | Timp  | Note |
| --- | ------ | ---------------- | -------------------- | ----- | ---- |
| 1   | 3      | Tarsis Orogot    | Uganda               | 20,32 | C    |
| 2   | 9      | Wanya McCoy      | Bahamas              | 20,35 | C    |
| 3   | 6      | Renan Gallina    | Brazilia             | 20,41 | C    |
| 4   | 7      | Andrew Hudson    | Jamaica              | 20,53 |      |
| 5   | 2      | Udodi Onwuzurike | Nigeria              | 20,55 |      |
| 6   | 8      | César Almirón    | Paraguay             | 20,87 |      |
| 7   | 4      | Tomáš Němejc     | Cehia                | 21,03 |      |
|     | 5      | José González    | Republica Dominicană | NS    |      |

#### Seria 3
| Loc | Culoar | Atlet                 | Țară          | Timp  | Note |
| --- | ------ | --------------------- | ------------- | ----- | ---- |
| 1   | 3      | Letsile Tebogo        | Botswana      | 20,10 | C    |
| 2   | 4      | Makanakaishe Charamba | Zimbabwe      | 20,27 | C    |
| 3   | 8      | Filippo Tortu         | Italia        | 20,29 | C    |
| 4   | 2      | Brendon Rodney        | Canada        | 20,30 | SB   |
| 5   | 5      | Timothé Mumenthaler   | Elveția       | 20,63 |      |
| 6   | 7      | Koki Ueyama           | Japonia       | 20,84 |      |
| 7   | 6      | Benjamin Richardson   | Africa de Sud | 51,86 |      |

#### Seria 4
| Loc | Culoar | Atlet            | Țară                       | Timp  | Note |
| --- | ------ | ---------------- | -------------------------- | ----- | ---- |
| 1   | 3      | Kenneth Bednarek | Statele Unite ale Americii | 19,96 | C    |
| 2   | 5      | Alexander Ogando | Republica Dominicană       | 20,04 | C    |
| 3   | 2      | Joshua Hartmann  | Germania                   | 20,30 | C    |
| 4   | 7      | Diego Pettorossi | Italia                     | 20,63 |      |
| 5   | 4      | Shota Iizuka     | Japonia                    | 20,67 |      |
| 6   | 6      | Ondřej Macík     | Cehia                      | 21,04 |      |
|     | 8      | Zharnel Hughes   | Marea Britanie             | NS    |      |

#### Seria 5
| Loc | Culoar | Atlet                | Țară                       | Timp  | Note |
| --- | ------ | -------------------- | -------------------------- | ----- | ---- |
| 1   | 4      | Erriyon Knighton     | Statele Unite ale Americii | 19,99 | C    |
| 2   | 3      | Tapiwanashe Makarawu | Zimbabwe                   | 20,07 | C    |
| 3   | 7      | Shaun Maswanganyi    | Africa de Sud              | 20,20 | C    |
| 4   | 2      | Aaron Brown          | Canada                     | 20,36 |      |
| 5   | 9      | Ian Kerr             | Bahamas                    | 20,53 |      |
| 6   | 6      | Pablo Mateo          | Franța                     | 20,58 |      |
| 7   | 8      | Erik Erlandsson      | Suedia                     | 20,65 |      |
| 8   | 5      | Eduard Kubelík       | Cehia                      | 21,14 |      |

#### Seria 6
| Loc | Culoar | Atlet            | Țară                       | Timp  | Note |
| --- | ------ | ---------------- | -------------------------- | ----- | ---- |
| 1   | 6      | Noah Lyles       | Statele Unite ale Americii | 20,19 | C    |
| 2   | 7      | Andre De Grasse  | Canada                     | 20,30 | C    |
| 3   | 4      | Towa Uzawa       | Japonia                    | 20,33 | C    |
| 4   | 5      | Bryan Levell     | Jamaica                    | 20,47 |      |
| 5   | 2      | Blessing Afrifah | Israel                     | 20,78 |      |
| 6   | 8      | Chun-Han Yang    | Taipeiul Chinez            | 20,83 |      |
| 7   | 3      | William Reais    | Elveția                    | 20,92 |      |

### Recalificări
S-au calificat în semifinale primul sportiv din fiecare cursă (C) și următorii atleți cu cei mai buni 2 timpi (c).

#### Seria 1
| Loc | Culoar | Atlet               | Țară             | Timp  | Note |
| --- | ------ | ------------------- | ---------------- | ----- | ---- |
| 1   | 6      | Udodi Onwuzurike    | Nigeria          | 20,51 | C    |
| 2   | 8      | Diego Pettorossi    | Italia           | 20,53 |      |
| 3   | 5      | Timothé Mumenthaler | Elveția          | 20,67 |      |
| 4   | 7      | Shota Iizuka        | Japonia          | 20,72 |      |
| 5   | 4      | Ondřej Macík        | Cehia            | 21,14 |      |
|     | 3      | Cheickna Traore     | Coasta de Fildeș | NS    |      |

#### Seria 2
| Loc | Culoar | Atlet          | Țară      | Timp  | Note |
| --- | ------ | -------------- | --------- | ----- | ---- |
| 1   | 4      | Brendon Rodney | Canada    | 20,42 | C    |
| 2   | 5      | Bryan Levell   | Jamaica   | 20,47 | c    |
| 3   | 8      | Pablo Mateo    | Franța    | 20,57 |      |
| 4   | 6      | Koki Ueyama    | Japonia   | 20,92 |      |
|     | 3      | César Almirón  | Paraguay  | DS    |      |
|     | 7      | Calab Law      | Australia | NS    |      |

#### Seria 3
| Loc | Culoar | Atlet            | Țară            | Timp  | Note |
| --- | ------ | ---------------- | --------------- | ----- | ---- |
| 1   | 7      | Ryan Zeze        | Franța          | 20,40 | C    |
| 2   | 4      | Aaron Brown      | Canada          | 20,42 | c    |
| 3   | 6      | Chun-Han Yang    | Taipeiul Chinez | 20,73 |      |
| 4   | 3      | Blessing Afrifah | Israel          | 20,88 |      |
| 5   | 2      | Albert Komański  | Polonia         | 20,90 |      |
| 6   | 8      | Eduard Kubelík   | Cehia           | 21,20 |      |
|     | 5      | William Reais    | Elveția         | NS    |      |

#### Seria 4
| Loc | Culoar | Atlet               | Țară          | Timp  | Note  |
| --- | ------ | ------------------- | ------------- | ----- | ----- |
| 1   | 6      | Erik Erlandsson     | Suedia        | 20,49 | C, PB |
| 2   | 7      | Andrew Hudson       | Jamaica       | 20,55 |       |
| 3   | 8      | Ian Kerr            | Bahamas       | 20,60 |       |
| 4   | 5      | Felix Svensson      | Elveția       | 20,65 |       |
| 5   | 3      | Tomáš Němejc        | Cehia         | 20,84 |       |
|     | 4      | Benjamin Richardson | Africa de Sud | NS    |       |

### Semifinale
S-au calificat în finală primii doi atleți din fiecare semifinală (C) și următorii atleți cu cei mai buni 2 timpi (c). 

#### Semifinala 1
| Loc | Culoar | Atlet                  | Țară                       | Timp  | Note |
| --- | ------ | ---------------------- | -------------------------- | ----- | ---- |
| 1   | 7      | Kenneth Bednarek       | Statele Unite ale Americii | 20,00 | C    |
| 2   | 8      | Alexander Ogando       | Republica Dominicană       | 20,09 | C    |
| 3   | 5      | Andre De Grasse        | Canada                     | 20,41 |      |
| 4   | 4      | Shaun Maswanganyi      | Africa de Sud              | 20,42 |      |
| 5   | 9      | Wanya McCoy            | Bahamas                    | 20,61 |      |
| 6   | 6      | Tarsis Gracious Orogot | Uganda                     | 20,64 |      |
| 7   | 3      | Ryan Zeze              | Franța                     | 20,81 |      |
| 8   | 2      | Bryan Levell           | Jamaica                    | 20,93 |      |

#### Semifinala 2
| Loc | Culoar | Atlet                 | Țară                       | Timp  | Note |
| --- | ------ | --------------------- | -------------------------- | ----- | ---- |
| 1   | 8      | Letsile Tebogo        | Botswana                   | 19,96 | C    |
| 2   | 6      | Noah Lyles            | Statele Unite ale Americii | 20,08 | C    |
| 3   | 4      | Makanakaishe Charamba | Zimbabwe                   | 20,31 | c    |
| 4   | 7      | Fausto Desalu         | Italia                     | 20,37 |      |
| 5   | 5      | Joshua Hartmann       | Germania                   | 20,47 |      |
| 6   | 9      | Towa Uzawa            | Japonia                    | 20,54 |      |
| 7   | 3      | Aaron Brown           | Canada                     | 20,57 |      |
| 8   | 2      | Erik Erlandsson       | Suedia                     | 20,93 |      |

#### Semifinala 3
| Loc | Culoar | Atlet                  | Țară                       | Timp  | Note |
| --- | ------ | ---------------------- | -------------------------- | ----- | ---- |
| 1   | 8      | Erriyon Knighton       | Statele Unite ale Americii | 20,09 | C    |
| 2   | 6      | Joseph Fahnbulleh      | Liberia                    | 20,12 | C    |
| 3   | 7      | Tapiwanashe Makarawu   | Zimbabwe                   | 20,16 | c    |
| 4   | 5      | Filippo Tortu          | Italia                     | 20,54 |      |
| 5   | 3      | Brendon Rodney         | Canada                     | 20,59 |      |
| 6   | 9      | Renan Correa           | Brazilia                   | 20,60 |      |
| 7   | 2      | Udodi Chudi Onwuzurike | Nigeria                    | 20,72 |      |
| 7   | 4      | Wayde van Niekerk      | Africa de Sud              | 20,72 |      |

### Finala
| Loc | Atlet | Țară                  | Timp                       | Note  |    |
| --- | ----- | --------------------- | -------------------------- | ----- | -- |
| 1   | 7     | Letsile Tebogo        | Botswana                   | 19,46 | RC |
| 2   | 8     | Kenneth Bednarek      | Statele Unite ale Americii | 19,62 |    |
| 3   | 5     | Noah Lyles            | Statele Unite ale Americii | 19,70 |    |
| 4   | 6     | Erriyon Knighton      | Statele Unite ale Americii | 19,99 |    |
| 5   | 4     | Alexander Ogando      | Republica Dominicană       | 20,02 |    |
| 6   | 2     | Tapiwanashe Makarawu  | Zimbabwe                   | 20,10 |    |
| 7   | 9     | Joseph Fahnbulleh     | Liberia                    | 20,15 |    |
| 8   | 3     | Makanakaishe Charamba | Zimbabwe                   | 20,53 |    |